# Чупров, Яков Соломонович
Яков Соломонович Чупров (22.04.1909 — 08.04.1974) — конструктор артиллерийских снарядов и ракет, лауреат Государственной премии СССР 1969 года.
Возможно, родился в г. Белозерск Вологодской губернии.
Член КПСС с 1939 г.
Окончил Школу машинистов водного транспорта (1927), рабфак (1930) и Военно-морскую академию им. Ворошилова (1935)
С 1935 г. работал в НИИ-24 (с 1966 года — НИМИ) (первое время — в Ленинградском филиале), во время войны — главный инженер Московского филиала, с 1943 г. зам. главного конструктора. С 1955 г. начальник отдела и главный конструктор.
Вместе с П. И. Барабанщиковым и Б. А. Орловым разработал 122-мм химический стальной снаряд ударного действия инд. 53-ХСО-462, принятый на вооружение в феврале 1944 года.
За работу в военный период награждён двумя орденами Красной Звезды (24.11.1942, 24.01.1944).
Конструктор, главный конструктор изделий:
- первая половина 1960-х гг. — противоградовые артиллерийские снаряды типа «Эльбpус» (Р. Н. Станков, Г. А. Окунь, Я. С. Чупров)
- 1960-е гг. — БЧ (боевая часть) к мобильным ЗРК «Куб», «Оса», «Стрела»
- начало 1970-х гг. — снаряды к морским автоматическим пушкам АК-176 и АК-726 (Я. С. Чупров, Р. А. Паккер).

Кандидат (1955), доктор (1969) технических наук.
Государственная премия СССР 1969 года (в составе авторского коллектива) — за разработку и внедрение метода и средств борьбы с градобитиями с использованием противоградовых ракет и снарядов.